# Cordell (Kentucky)
Cordell una comunità non incorporata nella contea di Lawrence, nel Kentucky, negli Stati Uniti, .

## Origini del nome
La comunità deve il suo nome alla famiglia di coloni Cordell.

## Storia
Nel 1898 venne istituito un ufficio postale a Cordell, il quale rimase in funzione fino alla sua chiusura nel 1975.